# Cumbe
Cumbe là một đô thị thuộc bang Sergipe, Brasil. Đô thị này có diện tích 131,4 km², dân số năm 2007 là 3741 người, mật độ 28,47 người/km².